# Ischnopteris obsoleta
Ischnopteris obsoleta là một loài bướm đêm trong họ Geometridae.